# Varga Bálint András
Varga Bálint András (gyakran rövidítve magyarul VBA, németül B.A.V.) (Budapest, 1941. november 3. – 2019. december 31.) zenei újságíró, rádióriporter, a budapesti Zeneműkiadó, majd az osztrák Universal Edition promóciós vezetője.
Pályája során a 20. század második felének csaknem minden jelentős zeneszerzőjével, muzsikusával készített interjút.

## Életpályája
Gyermekként zongorázni tanult, de a lámpaláz megakadályozta az előadóművészi pályán. Fivére 1956-ban Ausztráliába disszidált. Az Eötvös Loránd Tudományegyetem angol–orosz szakán tanult 1960–1965 között. 1966–1967-ben oklevelet szerzett a MÚOSZ Bálint György Újságíró Iskolájában.
1965-ben a Magyar Rádió angol nyelvű szekciójában kezdett dolgozni, de a sok nyelven beszélő Varga készített interjúkat a magyar adás komolyzenei műsorainak is. 1971-ben Sarlós László hívására a Zeneműkiadó külföldi promóciójáért felelős vezetője lett. Számos kortárs magyar mű nyugat-európai bemutatóját sikerült elérnie. 1990-ben vált meg a kiadótól. 1991–1992-ben a berlini Magyar Ház igazgatóhelyettese. 1992 júniusától 2007. decemberi nyugalomba vonulásáig az Universal Edition kiadónál volt ugyancsak a promócióért felelős vezető. Pályája aktív részének lezárulása alkalmából a Wiener Klaviertrio koncertet adott tiszteletére, ahol Johannes Maria Staud Für Bálint András Varga c. műve is elhangzott. Ugyanebből az alkalomból készült Kurtág György Varga Bálint ligatúrája c. triója is.
Az évtizedek alatt zeneszerzőktől kapott grafikáit, írásos anyagait a berlini Művészeti Akadémiának adományozta.

## Könyvei
- Zenészekkel – zenéről. Beszélgetések világhírű muzsikusokkal. Budapest, 1972. MRT–Minerva
- Muzsikusokkal Amerikában. A Rádiózenekar 1973. évi turnéja. Budapest, 1974. Zeneműkiadó ISBN 9633300592
- Witold Lutosławski. Beszélgetések Varga Bálint Andrással. Budapest, 1974. Zeneműkiadó ISBN 9633300304
- Muzsikusportrék. Budapest, 1979. Zeneműkiadó ISBN 9633302986
- Beszélgetések Iannis Xenaxisszal. Budapest, 1980. Zeneműkiadó ISBN 9633303680
  - angolul: Conversations with Iannis Xenaxis. London, 1996. Faber and Faber ISBN 0571179592
- Beszélgetések Luciano Berióval. Budapest, 1981. Zeneműkiadó ISBN 9633304377
- Contemporary Hungarian Music in the International Press. Budapest, 1982. Editio Musica Budapest Zeneműkiadó ISBN 9633304849
- 3 kérdés 82 zeneszerző. Budapest, 1986. Zeneműkiadó ISBN 9633306116
- Kurtág György. Budapest, 2009. Holnap Kiadó ISBN 9789633468548
  - németül: György Kurtág: Drei Gespräche mit Bálint András Varga und Ligeti-Hommagen. Hofheim, 2010. Wolke Verlag. ISBN 3936000409
  - angolul: György Kurtág. Three Interviews and Ligeti Homages. Rochester. University of Rochester Press ISBN 9781580463287
- From Boulanger to Stockhausen. Interviews and a memoir; University of Rochester Press, Rochester, 2013 (Eastman studies in music)
- Der Komponisten Mut und die Tyrannei des Geschmacks. Hofheim, 2016. Wolke Verlag ISBN 9783955930714
  - angolul: The Courage of Composers and the Tyranny of Taste. Reflections on Music. Rochester, 2017. University of Rochester Press ISBN 9781580465939

## Díjai, elismerései
- A Magyar Rádió nívódíja (háromszor)
- A Szerzői Jogvédő Hivatal nívódíja (kétszer)
- Szocialista Kultúráért érdemérem (kétszer)
- Az Osztrák tudomány és a művészet tiszteletének első osztályú keresztje (Österreichische Ehrenkreuz  für Wissenschaft und Kunst I. Klasse) (2018)